# KGB
Ủy ban An ninh Quốc gia (tiếng Nga: Комитет государственной безопасности, đã Latinh hoá: Komitet gosudarstvennoy bezopasnosti, IPA: [kəmʲɪˈtʲed ɡəsʊˈdarstvʲɪn(ː)əj bʲɪzɐˈpasnəsʲtʲɪ]), viết tắt KGB (tiếng Nga: КГБ, IPA: [ˌkɛɡɛˈbɛ]; listen to bothⓘ) còn được gọi là Ủy ban An ninh Nhà nước, là lực lượng cảnh sát mật chính, và là cơ quan an ninh của Liên Xô từ năm 1954 tới khi Liên Xô tan rã năm 1991. Tiền thân là Cheka, Bộ Dân ủy An ninh Quốc gia Liên Xô (NKGB), Bộ Dân ủy Nội vụ Liên Xô (NKVD) và Bộ An ninh Quốc gia Liên Xô (MGB), trực thuộc Hội đồng Bộ trưởng Liên Xô. KGB là một Ủy ban Liên bang - Cộng hòa, tức tại các nước Cộng hòa Liên bang các Ủy ban An ninh Nhà nước tương tự cũng được thiết lập (trừ Nga Xô viết); thực hiện các chức năng an ninh nội bộ, tình báo và cảnh sát mật.
Ủy ban là một đơn vị quân sự được điều chỉnh bởi các luật và quy định của quân đội, giống như Hồng Quân hoặc quân Nội vụ. Tài liệu lưu trữ của KGB được phân loại và một số được đăng tải trực tiếp trên web. Chức năng chính của nó là tình báo đối ngoại, phản gián, hoạt động điều tra, bảo vệ biên giới Nhà nước Liên Xô, bảo vệ lãnh đạo Ban Chấp hành Trung ương Đảng Cộng sản Liên Xô và Chính phủ Liên Xô, tổ chức và đảm bảo an ninh truyền thông của chính phủ cũng như chống lại chủ nghĩa dân tộc, bất đồng chính kiến, và các hoạt động chống Liên Xô.
Năm 1991, sau khi Liên Xô tan rã, KGB tách thành Cơ quan An ninh Liên bang (FSB) và Cơ quan Tình báo Đối ngoại Liên bang Nga (SVR).
Sau khi tách khỏi Gruzia vào đầu những năm 1990 với sự giúp đỡ của Nga, Cộng hòa Nam Ossetia tự xưng đã thành lập KGB của riêng mình (giữ nguyên tên gọi này). Ngoài ra, Cộng hòa Belarus cũng đã thành lập cơ quan an ninh quốc gia của riêng mình, Ủy ban An ninh Quốc gia Cộng hòa Belarus, viết tắt KGB Belarus.

## Tổng quan
Trong thời gian từ ngày 13 tháng 3 năm 1954 đến ngày 6 tháng 9 năm 1991, KGB là tên của tổ chức làm bình phong cho:
- Cơ quan an ninh chính của Liên bang Xô viết
- Cơ quan tình báo chính của Liên bang Xô viết
- Cơ quan cảnh sát mật của Liên bang Xô viết.

Nhìn tổng quát, phạm vi thế lực hoạt động của KGB tương tự như của CIA. Công việc chống tình báo, gián điệp của KGB là đối chọi lại CIA và FBI.

## Chức năng
Các chức năng chính của KGB là tình báo nước ngoài, phản gián, hoạt động tìm kiếm, bảo vệ biên giới nhà nước Liên Xô, bảo vệ các nhà lãnh đạo Đảng Cộng sản Liên Xô (cho đến năm 1990) và Chính phủ Liên Xô, tổ chức và duy trì thông tin liên lạc của chính phủ, cũng như chống lại chủ nghĩa dân tộc, bất đồng chính kiến, tội phạm và các hoạt động chống Liên Xô. Ngoài ra, nhiệm vụ của KGB là cung cấp cho Ban Chấp hành Trung ương Đảng Cộng sản Liên Xô (đến ngày 14 tháng 3 năm 1990) và các cơ quan quản lý, quyền lực nhà nước cao nhất Liên Xô về những thông tin ảnh hưởng đến an ninh quốc phòng đất nước, tình hình kinh tế - xã hội Liên Xô, các vấn đề về chính sách đối ngoại và hoạt động kinh tế đối ngoại Nhà nước và Đảng Cộng sản Liên Xô.
Hệ thống KGB của Liên Xô bao gồm mười bốn ủy ban an ninh nhà nước cộng hòa liên bang thuộc Liên Xô; các cơ quan an ninh nhà nước địa phương ở các nước cộng hòa tự trị, vùng, tỉnh, các thành phố và quận huyện, các quân khu, các đơn vị lục quân, hải quân và nội vụ, giao thông vận tải; bộ đội biên phòng; lực lượng liên quan đến chính phủ; cơ quan phản gián quân đội; cơ sở giáo dục và cơ sở nghiên cứu; cũng như còn được gọi là "phòng nhất" ở các cơ quan, tổ chức và xí nghiệp của Liên Xô.
Qua nhiều năm, KGB có những tên gọi và địa vị chính thức khác nhau trong hệ thống các cơ quan chính quyền trung ương:
| Tên                                                      | Tên                                                            | Viết tắt | Trạng thái                            | Năm                                      |
| Tiếng Việt                                               | Tiếng Nga                                                      | Viết tắt | Trạng thái                            | Năm                                      |
| -------------------------------------------------------- | -------------------------------------------------------------- | -------- | ------------------------------------- | ---------------------------------------- |
| Ủy ban An ninh Quốc gia thuộc Hội đồng Bộ trưởng Liên Xô | Комитет государственной безопасности при Совете Министров СССР | KGB      | Cơ quan ngang bộ                      | 13 tháng 3 năm 1954 - 5 tháng 7 năm 1978 |
| Ủy ban An ninh Quốc gia Liên Xô                          | Комитет государственной безопасности СССР                      | KGB CCCP | Ủy ban Nhà nước                       | 5 tháng 7 năm 1978 - 1 tháng 4 năm 1991  |
| Ủy ban An ninh Quốc gia Liên Xô                          | Комитет государственной безопасности СССР                      | KGB CCCP | Cơ quan chính phủ trung ương ngang bộ | 1 tháng 4 năm 1991 - 3 tháng 12 năm 1991 |

## Lịch sử

### Thành lập KGB
Sáng kiến tách "các cơ quan và bộ phận đặc biệt phản gián" thuộc Bộ Nội vụ Liên Xô thành một bộ phận độc lập do Bộ trưởng Bộ Nội vụ Sergei Nikiforovich Kruglov đề xuất, vào ngày 4 tháng 2 năm 1954 ông đã đệ trình một bản báo cáo chính thức đề xuất tương ứng lên Ban Chấp hành Trung ương Đảng Cộng sản Liên Xô. Các đề xuất của ông đã được thảo luận tại cuộc họp của Đoàn Chủ tịch Trung ương Đảng Cộng sản Liên Xô vào ngày 8 tháng 2 năm 1954 và hoàn toàn được chấp thuận, ngoại trừ tên do bộ trưởng đề xuất - "Ủy ban các vấn đề An ninh Quốc gia thuộc Hội đồng Bộ trưởng Liên Xô" - đã bị bỏ chữ "các vấn đề".
Một tháng sau, theo Nghị định của Đoàn Chủ tịch Xô viết Tối cao Liên Xô ngày 13 tháng 3 năm 1954, Ủy ban An ninh Quốc gia được thành lập trực thuộc Hội đồng Bộ trưởng Liên Xô. Ủy ban mới bao gồm các cục, vụ và bộ phận, được tách ra từ Bộ Nội vụ Liên Xô, chịu trách nhiệm đảm bảo an ninh nhà nước. Thượng tướng Ivan Aleksandrovich Serov, nguyên Thứ trưởng Thứ nhất Bộ Nội vụ Liên Xô, được bổ nhiệm làm Chủ tịch ủy ban. Ngày 26 tháng 4 cùng năm, Chủ tịch KGB được đưa vào Hội đồng Bộ trưởng Liên Xô.
Đáng chú ý là KGB được thành lập không phải với tư cách là cơ quan quản lý nhà nước trung ương như như các tổ chức tiền nhiệm - Bộ An ninh Quốc gia và Bộ Nội vụ Liên Xô, mà chỉ với tư cách là một cơ quan trực thuộc Chính phủ Liên Xô. Theo một số nhà sử học, lý do khiến KGB hạ cấp trong hệ thống phân cấp của các cơ quan chính phủ là do đảng và giới tinh hoa Xô Viết muốn tước quyền độc lập của các cơ quan an ninh nhà nước, hoàn toàn phục tùng hoạt động của họ cho bộ máy của Đảng Cộng sản. Tuy nhiên, Chủ tịch KGB được bổ nhiệm không phải theo hành động của Hội đồng Bộ trưởng Liên Xô, như thông lệ đối với những người đứng đầu các cơ quan của chính phủ nước này, như trường hợp của những người đứng đầu các cơ quan trực thuộc chính phủ, mà theo các Nghị định Đoàn Chủ tịch Xô viết Tối cao Liên Xô, tương tự với các bộ trưởng và chủ tịch ủy ban nhà nước.

### Giai đoạn 1950
Gần như ngay sau khi thành lập, KGB đã trải qua một cuộc cải tổ cơ cấu lớn và cắt giảm biên chế do quá trình phi Stalin hóa xã hội và nhà nước bắt đầu sau cái chết của Stalin (1953). Từ các tài liệu giải mật của Cục Lưu trữ Nhà nước Liên bang Nga, người ta biết rằng trong những năm 1950, số lượng nhân sự KGB đã giảm hơn 50% so với năm 1954. Ủy ban đã bị bãi bỏ hơn 3,5 nghìn bộ máy cấp thành phố và huyện, sáp nhập một số các đơn vị nghiệp vụ điều tra, giải thể và sáp nhập thành một bộ máy điều tra duy nhất là các phòng, ban điều tra thuộc các đơn vị nghiệp vụ. Cơ cấu của các bộ phận đặc biệt và các cơ quan KGB về giao thông đã được đơn giản hóa đáng kể. Năm 1955, hơn 7,5 nghìn nhân viên được giảm bổ sung, trong khi khoảng 8 nghìn sĩ quan KGB được chuyển sang công chức.
Năm 1956, các sĩ quan KGB đã tích cực tham gia đàn áp cuộc nổi dậy ở Hungary. Chủ tịch KGB Ivan Aleksandrovich Serov cùng với Phó Tổng tham mưu trưởng Lực lượng vũ trang Liên Xô Mikhail Sergeyevich Malinin đã đến Budapest cùng với các lãnh đạo Trung ương Đảng để đánh giá tình hình ở Hungary. Trong Chiến dịch Vortex, kế hoạch do Bộ Quốc phòng Liên Xô xây dựng, các sĩ quan KGB đã bắt giữ Trung tướng Pal Maleter, Bộ trưởng Bộ Quốc phòng Hungary. Điều đó đã giúp vô hiệu hóa ban lãnh đạo quân đội Hungary và đảm bảo thành lợi cho các đơn vị pháo binh, xe tăng và bộ binh Liên Xô trong việc nhanh chóng trấn áp cuộc nổi dậy và khôi phục chế độ Hungary trung thành với Liên Xô. Trong những ngày đầu tiên sau khi đàn áp cuộc nổi dậy, với sự giúp đỡ của KGB, các cơ quan đặc nhiệm của Hungary đã bắt giữ khoảng 5 nghìn người Hungary - những kẻ phản loạn, loạn binh, binh sĩ và sinh viên, trong số đó có 846 người bị đưa đến các nhà tù của Liên Xô. Theo một số ước tính, khoảng 350 người trong số những người bị bắt đã bị hành quyết sau đó, bao gồm cả Thủ tướng Hungary Imre Nadia. Vì đã tham gia hoạt động trấn áp cuộc nổi dậy, Chủ tịch KGB Serov đã được trao Huân chương Kutuzov hạng nhất. Cần lưu ý rằng Yuri Vladimirovich Andropov đã đóng một vai trò tích cực trong việc trấn áp cuộc nổi dậy trong vai trò đại sứ Liên Xô tại Hungary; Kinh nghiệm này có ích về sau, khi với tư cách là Chủ tịch KGB, ông đã lãnh đạo các hoạt động các sĩ quan an ninh nhà nước Liên Xô trong Chiến dịch Danube ở Tiệp Khắc năm 1968.
Sau khi chuyển giao I.A.Serov sang vị trí lãnh đạo Tổng cục Tình báo Bộ Tổng tham mưu Liên Xô, vào ngày 25 tháng 12 năm 1958, Trưởng ban Ban cơ quan đảng các nước Cộng hòa Liên bang Trung ương Đảng Cộng sản Liên Xô Alexander Nikolayevich Shelepin đã bổ nhiệm làm chủ tịch KGB, người đã thực hiện một loạt cải cách cơ bản trong bộ máy KGB để đơn giản hóa cơ cấu và giảm số lượng nhân viên. Vào ngày 9 tháng 4 năm 1959, 5 năm sau khi KGB được thành lập, "Quy chế về Ủy ban An ninh Quốc gia thuộc Hội đồng Bộ trưởng Liên Xô" đã được thông qua trong bí mật nghiêm ngặt, giữ nguyên vị thế của Ủy ban An ninh Quốc gia như một cơ quan dưới quyền chính phủ như quyền lực một bộ, và cũng thiết lập sự phụ thuộc KGB đối với Đoàn Chủ tịch Trung ương Đảng và Chính phủ Liên Xô.
KGB tiếp tục hoạt động của các tổ chức tiền nhiệm - Cục số 1 Bộ An ninh Nhà nước Liên Xô về hoạt động lật đổ ở nước ngoài dưới sự lãnh đạo Pavel Anatolyevich Sudoplatov và Cục số 2 cho các nhiệm vụ đặc biệt tại Liên Xô dưới sự lãnh đạo Viktor Aleksandrovich Drozdov - trong lĩnh vực được gọi là "hành động tiên phong", ngụ ý các hành động khủng bố cá nhân ở trong nước và nước ngoài đối với những người được các cơ quan đảng và các cơ quan đặc biệt của Liên Xô coi là "kẻ âm mưu và xấu xa nhất của Liên Xô trong số các nhân vật của các nước tư bản, những tên gián điệp nước ngoài đặc biệt nguy hiểm, những kẻ đứng đầu các tổ chức di cư chống Liên Xô và những kẻ phản bội Tổ quốc". Các hoạt động như vậy được giao cho Tổng cục thứ nhất KGB. Do đó, vào tháng 10 năm 1959, đặc vụ KGB Bohdan Mykolayovych Stashynsky đã giết chết thủ lĩnh của những người theo chủ nghĩa dân tộc Ukraine Stepan Bandera tại Munich. Một thủ lĩnh khác của Tổ chức Quốc dân Ukraine là Lev Rebet cũng chịu chung số phận. Trước đó, vào năm 1957, một nỗ lực đã được thực hiện nhằm thủ tiêu cựu sĩ quan tình báo Liên Xô Nikolai Evgenievich Khokhlov, người đã ở lại phương Tây sau khi tuyên bố công khai về kế hoạch sát hại một trong những thủ lĩnh của Liên minh quốc gia những người theo chủ nghĩa đoàn kết Nga Georgy Okolovich. Khokhlov đã bị đầu độc bằng một đồng vị phóng xạ (thallium hoặc polonium), nhưng vẫn sống sót.

### Giai đoạn 1960
Vào tháng 12 năm 1961, theo ý kiến của Bí thư thứ nhất Ban Chấp hành Trung ương Đảng Cộng sản Liên Xô Nikita Sergeyevich Khrushchyov, Alexander Nikolayevich Shelepin được chuyển sang công tác đảng với tư cách là Bí thư Ban Chấp hành Trung ương Đảng Cộng sản Liên Xô. Vladimir Yefimovich Semichastny, đồng nghiệp cũ của Shelepin từ Ban Chấp hành Trung ương Đoàn Thanh niên Cộng sản Lenin (Komsomol), lên nắm quyền lãnh đạo KGB. Semichastny tiếp tục chính sách tổ chức lại KGB của người tiền nhiệm.
Năm 1960, các Cục 4, 5 và 6 của KGB được hợp nhất thành Tổng cục An ninh nội bộ và Phản gián (Tổng cục 2). Các phòng của Cục 7, có nhiệm vụ bảo vệ đoàn ngoại giao và giám sát nước ngoài, các phòng chức năng tương ứng được chuyển giao Tổng cục 2. Tổng cục 3 bị giáng cấp xuống thành cục. Các thay đổi cấu trúc tương ứng cũng diễn ra trong các cơ quan KGB ở các nước Cộng hòa Liên bang và cộng hòa tự trị, khu và tỉnh. Năm 1967, các văn phòng đại diện ở các thành phố và quận được tổ chức lại thành các sở ở thành phố và phòng ở quận của KGB-UKGB-OKGB. Do việc cắt giảm nhiều cấu trúc mắt xích, bộ máy Ủy ban An ninh Quốc gia trở nên hoạt động hơn, vào năm 1967, theo sáng kiến của tân Chủ tịch KGB Yuri Vladimirovich Andropov, thành lập cục 5 để chống lại những người bất đồng chính kiến giúp KGB chuẩn bị đối phó tốt hơn với những kẻ thù của hệ thống Liên Xô trong hai thập kỷ tiếp theo.
Vào mùa hè năm 1962, nguồn lực KGB đã tham gia vào chiến dịch trấn áp cuộc đình công của công nhân Nhà máy đầu máy điện Novocherkassk ở thành phố Novocherkassk. Cuộc đình công bị lực lượng cảnh sát, lực lượng nội vụ Bộ Nội vụ, quân đội Xô viết giải tán bằng vũ trang, có tổng cộng 24 người bị bắn chết và 70 người bị thương nặng. Theo thông tin có được, các sĩ quan KGB không đích thân tham gia vào vụ bắn giết những người đình công, nhưng đóng vai trò tích cực trong việc theo dấu "những kẻ chủ mưu củ cuộc bạo loạn" và bắt giữ họ. Các nhà hoạt động đình công được xác định thông qua các bức ảnh do đội ngũ nhân viên và mật vụ KGB chụp, bị đưa ra xét xử với các tội danh cướp, tổ chức bạo loạn liên tiếp và âm mưu lật đổ chính quyền Liên Xô. Bảy kẻ bạo loạn đã bị kết án tử hình và bị xử bắn, trong khi những kẻ còn lại nhận các án tù dài hạn trong một nhà tù được bảo vệ nghiêm ngặt
Năm 1968, KGB tham gia chiến dịch "Danube" ở Tiệp Khắc nhằm thay đổi vai trò lãnh đạo chính trị của đất nước và thiết lập ở Tiệp Khắc một chế độ trung thành với Liên Xô. Nhiệm vụ của các sĩ quan KGB là hỗ trợ lính dù Liên Xô và An ninh Nhà nước Tiệp Khắc trong việc bắt giữ và vận chuyển các nhà lãnh đạo Đảng Cộng sản và chính phủ Tiệp Khắc sang Liên Xô. Vài ngày sau khi bắt đầu chiến dịch, vào ngày 25 tháng 8 năm 1968, một nhóm những người bất đồng chính kiến của Liên Xô đã biểu tình trên Quảng trường Đỏ ở Moskva chống lại cuộc xâm lược Tiệp Khắc của quân đội Liên Xô và lực lượng vũ trang Khối Warszawa. Những người tham gia đã bị cảnh sát và KGB bắt giữ và đưa ra xét xử với tội danh "tổ chức và tích cực tham gia các hoạt động nhóm gây rối trật tự" và phát tán những điều bịa đặt vu khống bôi nhọ hệ thống nhà nước và xã hội Liên Xô. Hầu hết những người tham gia cuộc biểu tình đều bị kết án tù giam và trục xuất "đến các vùng xa xôi của Liên Xô", trong các phiên tòa xử án Natalya Yevgenyevna Gorbanevskaya và Viktor Isaakovich Fainberg, với các báo cáo y tế giả về việc thừa nhận các bị cáo không đủ tỉnh táo và họ bị đưa đi điều trị bắt buộc tại các bệnh viện tâm thần đặc biệt.

### Giai đoạn 1970-1980
Dưới sự lãnh đạo của Andropov với tư cách là chủ tịch KGB từ năm 1967 đến năm 1982, các cơ quan an ninh quốc gia đã củng cố và mở rộng đáng kể sự kiểm soát của ủy ban đối với tất cả các lĩnh vực nhà nước và xã hội. Ảnh hưởng chính trị của ủy ban trên danh nghĩa đảng được tăng cường (Andropov được bầu làm Ủy viên Bộ Chính trị Ban Chấp hành Trung ương Đảng Cộng sản Liên Xô, sau đó là Bí thư Trung ương Đảng, và sau đó giữ chức vụ cao nhất trong đảng Tổng Bí thư Ban Chấp hành Trung ương Đảng Cộng sản Liên Xô), vị trí của KGB trong hệ thống cơ quan hành chính nhà nước tăng lên: ngày 5 tháng 7 năm 1978, KGB được chuyển đổi từ một cơ quan trực thuộc Hội đồng Bộ trưởng Liên Xô thành cơ quan hành chính nhà nước trung ương Liên Xô với các quyền hạn của một ủy ban nhà nước và được đổi tên thành Ủy ban An ninh Quốc gia Liên Xô (Комитет государственной безопасности СССР), tuy nhiên, điều này không ảnh hưởng đến hệ thống và cấu trúc của các cơ quan an ninh nhà nước.

#### Chống lại các hành động chống Liên Xô
Các quá trình kinh tế - xã hội của thời kỳ chủ nghĩa xã hội phát triển và những thay đổi trong chính sách đối ngoại của Liên Xô đã tác động đáng kể đến hoạt động của KGB trong những năm 1970-1980. Trong thời kỳ này, KGB tập trung nỗ lực chống lại chủ nghĩa dân tộc và các biểu hiện chống Liên Xô ở trong nước và nước ngoài. Trong nước, các cơ quan an ninh nhà nước tăng cường đấu tranh chống lại những người bất đồng chính kiến; tuy nhiên, các hành động liên quan đến trục xuất và bỏ tù trở nên tinh vi hơn. Việc sử dụng các biện pháp tâm lý để gây áp lực đối với những người bất đồng chính kiến ngày càng gia tăng, bao gồm giám sát, gây áp lực bởi dư luận, phá hoại nghề nghiệp sự nghiệp, ngăn cản trò chuyện, trục xuất khỏi Liên Xô, giam giữ điều trị bắt buộc tại các bệnh viện tâm thần, xét xử chính trị, làm mất uy tín, khiêu khích và đe dọa. Lệnh cấm cư trú những công dân không đáng tin cậy về mặt chính trị ở các thành phố thủ đô của Liên Xô và các nước Cộng hòa Liên bang, ở các thành phố lớn, đã được thực hiện còn gọi là "101km lưu đày". KGB chịu sự giám sát chặt chẽ, trước hết là đại diện giới trí thức sáng tạo - những người trong lĩnh vực văn học, nghệ thuật và khoa học - những người có địa vị xã hội và vị thế quốc tế có thể làm tổn hại đến danh tiếng của nhà nước Xô Viết.
Minh họa cho việc này là hoạt động của KGB trong việc bắt bớ Aleksandr Isayevich Solzhenitsyn, một nhà văn Liên Xô và người đoạt giải Nobel văn học. Vào mùa hè năm 1973, KGB đã bắt giữ một trong những trợ lý của nhà văn Solzhenitsyn, Elizaveta Denisovna Voronyanskaya và trong quá trình thẩm vấn đã buộc cô phải phải tiết lộ vị trí một bản sao bản thảo tác phẩm Quần đảo Gulag của Solzhenitsyn. Sau khi trở về nhà, cô đã treo cổ tự tử. Khi biết chuyện đã xảy ra, Solzhenitsyn đã ra lệnh xuất bản Quần đảo Gulag ở phương Tây. Báo chí Liên Xô đã phát động một chiến dịch tuyên truyền mạnh mẽ, cáo buộc nhà văn này đã vu khống nhà nước và xã hội Liên Xô. KGB đã cố gắng thông qua vợ cũ của Solzhenitsyn để thuyết phục nhà văn từ bỏ việc xuất bản "Quần đảo Gulag" ở nước ngoài để đổi lấy lời hứa hỗ trợ xuất bản chính thức câu chuyện "Khu ung thư" của ông ở Liên Xô, nhưng không thành công, và tác phẩm được xuất bản lần đầu tiên tại Paris vào tháng 12 năm 1973. Vào tháng 1 năm 1974 Solzhenitsyn bị bắt, bị buộc tội phản bội tổ quốc, tước quyền công dân Liên Xô và trục xuất khỏi Liên Xô. Andropov là người khởi xướng việc trục xuất nhà văn, ý kiến của ông đã trở thành quyết định trong việc lựa chọn biện pháp "trấn áp các hoạt động chống Liên Xô" của Solzhenitsyn tại cuộc họp Bộ Chính trị Ban Chấp hành Trung ương Đảng Cộng sản Liên Xô.
Sau khi trục xuất nhà văn ra khỏi đất nước, KGB và Andropov đích thân tiếp tục chiến dịch làm mất uy tín của Solzhenitsyn và như Andropov đã nói, "vạch trần việc bọn phản động phương Tây sử dụng tích cực những kẻ nổi loạn như vậy để phá hoại ý thức hệ chống lại các nước thuộc cộng đồng xã hội chủ nghĩa".
Đối tượng được KGB chú ý từ lâu là những nhân vật nổi tiếng trong khoa học. Ví dụ, nhà vật lý Liên Xô, Anh hùng lao động xã hội chủ nghĩa, nhà hoạt động nhân quyền và bất đồng chính kiến, người đoạt giải Nobel Hòa bình Andrei Dmitrievich Sakharov đã bị KGB giám sát từ những năm 1960 và bị lục soát. Năm 1980 Sakharov bị bắt vì tội hoạt động chống Liên Xô và bị trục xuất không thông qua xét xử đến thành phố Gorky, nơi ông bị quản thúc 7 năm dưới sự giám sát của các điệp viên KGB. Năm 1978, KGB đã cố gắng khởi xướng một vụ án hình sự chống lại nhà triết học, nhà xã hội học và nhà văn Liên Xô Alexander Alexandrovich Zinoviev để đưa đi điều trị bắt buộc tại một bệnh viện tâm thần, nhưng "theo quan điểm của chiến dịch mở ra ở phương Tây xung quanh bệnh tâm thần ở Liên Xô", biện pháp kiềm chế này được cho là không phù hợp. Thay vào đó, trong một bản ghi nhớ gửi tới Trung ương Đảng Cộng sản Liên Xô, ban lãnh đạo KGB khuyến nghị rằng Zinoviev và gia đình được phép đi du lịch nước ngoài và việc nhập cảnh về lại Liên Xô bị từ chối.
Năm 1976, một nhóm những người bất đồng chính kiến Liên Xô đã thành lập Nhóm Helsinki Moskva (MHG) để kiểm soát việc Liên Xô tuân theo Hiệp định Helsinki về nhân quyền, người đứng đầu tổ chức là nhà vật lý Liên Xô và viện sĩ liên kết Viện Hàn lâm Khoa học Armenia Xô Yuri Fyodorovich Orlov. Kể từ khi thành lập, MHG đã phải chịu sự quấy rối và áp lực liên tục từ KGB và các cơ quan an ninh khác của nhà nước Liên Xô. Các thành viên của nhóm bị đe dọa, buộc phải di chuyển và phải ngừng các hoạt động bảo vệ nhân quyền của họ. Kể từ tháng 2 năm 1977, các nhà hoạt động Yuri Fyodorovich Orlov, Alexander Ilyich Ginzburg, Natan Sharansky và Malva Noyevna Landa đã bị bắt. Trong vụ án Sharansky, KGB đã được sự cho phép của Trung ương Đảng Cộng sản Liên Xô để để chuẩn bị và xuất bản một số bài báo tuyên truyền, cũng như viết và chuyển cho Tổng thống Mỹ Jimmy Carter từ cha vợ của bị cáo, phủ nhận sự thật về cuộc hôn nhân và "vạch trần" vẻ ngoài đồi bại của Sharansky. Năm 1976-1977, dưới áp lực của KGB, các thành viên MHG Lyudmila Mikhaylovna Alexeyeva, Petro Hryhorovych Hryhorenko và Vitaly Aronovich Rubin buộc phải di cư. Trong khoảng thời gian từ năm 1976 đến năm 1982, tám thành viên của nhóm đã bị bắt và bị kết án tù giam hoặc lưu đày (tổng cộng 60 năm trong trại và 40 năm lưu đày), sáu người khác bị buộc phải di chuyển khỏi Liên Xô và bị tước quyền công dân của họ. Vào mùa thu năm 1982, trước sự đàn áp ngày càng gia tăng, ba thành viên còn lại buộc phải tuyên bố ngừng hoạt động. Nhóm chỉ được tiếp tục hoạt động vào năm 1989, thời kỳ đỉnh cao của perestroika của Gorbachev.

#### Chống chủ nghĩa Do Thái phục quốc
Vào mùa hè năm 1970, một nhóm người Do Thái bị tước quyền di cư ở Liên Xô đã cố gắng cướp một chiếc máy bay chở khách để di cư khỏi Liên Xô. Lực lượng KGB đã bắt giữ và đưa những người tham gia ra xét xử với tội danh phản quốc (cố gắng trốn thoát bằng cách vượt biên trái phép qua biên giới quốc gia), âm mưu trộm cắp với quy mô đặc biệt lớn (cướp máy bay) và tuyên truyền chống Liên Xô.
Được sự cho phép của Trung ương Đảng Cộng sản Liên Xô, các cơ quan an ninh nhà nước đã thực hiện các biện pháp tịch thu thư từ, gói hàng và viện trợ vật chất từ nước ngoài gửi cho những cá nhân hoặc tổ chức được KGB coi là "thù địch". Ví dụ, hàng năm KGB tịch thu các bưu kiện bánh thánh không men do các cộng đồng người Do Thái gửi từ nước ngoài đến những người Do Thái ở Liên Xô trong dịp lễ vượt qua.

#### "Chiến dịch tư tưởng" KGB
Nhằm chống lại ý thức hệ và những kẻ thù địch với chế độ chính trị Liên Xô, KGB đã thi hành việc đào tạo và tạo dư luận thông qua báo chí, điện ảnh, sân khấu, truyền hình và đài phát thanh, đây là một vị trí đặc biệt trong kho vũ khí của KGB. Năm 1978, KGB của Liên Xô đã thành lập một giải thưởng đặc biệt về văn học và nghệ thuật, được trao cho các nhà văn và diễn viên có tác phẩm thực hiện các kế hoạch tư tưởng của cơ quan an ninh nhà nước hoặc các hoạt động sĩ quan ủy ban phù hợp với quan điểm chính thức của KGB và Trung ương Đảng Cộng sản Liên Xô. Nhờ chính sách này, các bộ phim như "Mười bảy khoảnh khắc mùa xuân", "Phương án Omega", "Khiên và kiếm", "Biên giới quốc gia", "TASS được quyền tuyên bố..." đã xuất hiện.
Theo một số nhà nghiên cứu, KGB đã tuyển dụng các nhân vật văn hóa, văn học và khoa học ở Liên Xô và nước ngoài để tiến hành các hành động có mục tiêu, được gọi là "hoạt động ý thức hệ". Do đó, các nhà nghiên cứu này tin rằng vào những năm 1970, các cơ quan an ninh nhà nước đã tuyển dụng nhà sử học người Mỹ gốc Liên Xô, tiến sĩ khoa học lịch sử Nikolai Nikolaevich Yakovlev để viết một số cuốn sách do KGB ủy quyền, đặc biệt là "Ngày 1 tháng 8 năm 1914" và "CIA chống lại Liên Xô", tự nhận là nghiên cứu khoa học nghiêm túc trong lĩnh vực lịch sử, dựa trên các tư liệu do Tổng cục trưởng Tổng cục 5 KGB, Tướng Filipp Denisovich Bobkov cung cấp cho người viết. Nhiều tài liệu trong số này là bịa đặt. Các cuốn sách của Yakovlev, được xuất bản hàng triệu bản, đã nêu rõ lập trường của các thể chế tư tưởng và trừng phạt của Liên Xô; tình báo Mỹ và những người bất đồng chính kiến ở Liên Xô được trình bày dưới góc độ tiêu cực, bị miêu tả là những người được coi là "kẻ phản bội", "kẻ thù của nhân dân", "kẻ hai mặt, vô đạo đức, hành động theo chỉ thị của cơ quan tình báo phương Tây". Ví dụ, Aleksandr Isayevich Solzhenitsyn được giới thiệu là "đầy tớ trung thành của CIA" và "nhà tư tưởng chủ nghĩa phát xít", Vladimir Konstantinovich Bukovsky là "tội phạm bất trị", v.v. Tài liệu tương tự với sự hợp tác của Tổng cục 5 KGB đã được sản xuất bởi các tác giả Natalya Alekseevna Reshetovskaya, Nikolay Dmitrievich Vitkevich và Tomasz Rzesacz.
Phạm vi "chiến dịch tư tưởng" của KGB không chỉ giới hạn ở Liên Xô. Vào nửa cuối những năm 1970, KGB cùng với cơ quan mật vụ Tổng cục Tình báo Cuba (Dirección General de Inteligencia,DGI) đã thực hiện một hoạt động kéo dài nhiều năm "Tucan" nhằm làm mất uy tín của chính phủ Augusto Pinochet ở Chile. Trong quá trình hoạt động, hàng chục bài báo đã được đăng tải trên các phương tiện truyền thông phương Tây (đặc biệt là tờ New York Times của Mỹ), miêu tả tiêu cực cuộc đàn áp của chế độ Pinochet đối với các đối thủ chính trị và minh oan cho tình hình nhân quyền ở Cuba. Các ấn phẩm sử dụng tài liệu do KGB cung cấp. Tại Ấn Độ, nơi có lực lượng KGB lớn nhất bên ngoài Liên Xô trong những năm 1970 và 1980, các cơ quan mật vụ Liên Xô đang "nuôi" mười tờ báo và một hãng thông tấn. Leonid Vladimirovich Shebarshin, điệp viên KGB ở Ấn Độ, người sau này trở thành người đứng đầu Tổng cục một KGB, đã viết trong hồi ký của mình: "Bàn tay CIA cũng được cảm nhận trong các ấn phẩm một số tờ báo Ấn Độ. Tất nhiên, chúng tôi cũng trả giá bằng cùng một đồng xu". Ủy ban đã chi hơn 10 triệu USD để hỗ trợ đảng của Indira Gandhi và tuyên truyền chống Mỹ ở Ấn Độ. Để thuyết phục chính phủ Ấn Độ về âm mưu của Mỹ, KGB đã ngụy tạo tài liệu giả mạo dưới chiêu bài của CIA. Theo báo cáo của văn phòng thường trú Liên Xô tại Ấn Độ, năm 1972 KGB tài trợ cho việc xuất bản khoảng bốn nghìn bài làm hài lòng các cơ quan an ninh nhà nước Liên Xô; và vào năm 1975, con số đó đã tăng lên 5 nghìn.

#### Quốc gia đang phát triển
Trong bối cảnh gia tăng đối đầu về chính trị, quân sự và ý thức hệ giữa các siêu cường trong những năm 1970 và 1980, KGB đã có những nỗ lực tích cực nhằm mở rộng phạm vi ảnh hưởng của Liên Xô tại các nước trong "Thế giới thứ ba" gồm Mỹ Latinh, châu Phi, Trung và Đông Nam Á.
KGB đóng một vai trò quan trọng trong Chiến tranh Afghanistan, có sự tham gia của lực lượng biên phòng thuộc KGB, các đơn vị tình báo nước ngoài KGB và các nguồn lực của cơ quan an ninh nhà nước cho chiến tranh tâm lý. Nghị quyết trong các cuộc họp của Bộ Chính trị Ban Chấp hành Trung ương Đảng Cộng sản Liên Xô cho thấy rằng vào mùa xuân năm 1979, người đứng đầu KGB Andropov đã e ngại về những hậu quả trên trường quốc tế sau khi đưa quân đội Liên Xô vào Afghanistan, và nói về sự không thể chấp nhận Liên Xô "kìm hãm cuộc cách mạng ở Afghanistan chỉ bằng lưỡi lê của mình". Tuy nhiên, các nhà sử học gặp khó khăn trong việc xác định liệu ban lãnh đạo KGB có thực sự tham gia vào việc sắp xếp quân đội hay không. Đáng lẽ Andropov đã đích thân ra lệnh tiêu hủy toàn bộ tài liệu bí mật KGB liên quan đến quyết định lật đổ Hafizullah Amin, thành lập chính phủ thân Liên Xô do Babrak Karmal đứng đầu và bắt đầu các hoạt động quân sự ở Afghanistan. Trong chiến tranh, các cố vấn KGB đã đào tạo Cơ quan Thông tin Nhà nước Afghanistan (sau này được chuyển thành Bộ An ninh Nhà nước Afghanistan), giúp các đối tác Afghanistan phát triển và tiến hành các hoạt động tác chiến, đồng thời tham gia vào các cuộc đàm phán giữa chính quyền Afghanistan và các lực lượng vũ trang đối lập, đặc biệt là với chỉ huy kháng chiến Ahmed Shah Masoud.

#### Phương Tây
Năm 1978, nhà văn Bulgaria và nhà bất đồng chính kiến Georgi Ivanov Markov bị cơ quan mật vụ Bulgaria sát hại tại London. Nhà bất đồng chính kiến người Bulgaria đã bị giết bằng một mũi tiêm có chứa các viên nhỏ ricin, một chất độc được sản xuất tại Phòng thí nghiệm 12 của KGB và đã cung cấp cho các mật vụ Bulgaria để tiến hành cuộc ám sát. Mười ngày trước khi Markov bị sát hại, cũng có một vụ tương tự nhằm vào một nhà bất đồng chính kiến người Bulgaria khác, Vladimir Borisov Kostov, ở Paris. Kostov đột nhiên bị sốt và tụt huyết áp, nhưng ông không để ý đến nó. Khi biết Markov qua đời, Kostov đã đến gặp bác sĩ, người này đã chụp X-quang và tìm thấy một vật thể kim loại nhỏ trong cơ lưng của ông, hóa ra là một viên nang trong đó các chuyên gia người Anh tìm thấy dấu vết ricin. Vụ việc này đã thúc đẩy một cuộc kiểm tra lại thi thể của Markov, trong đó người ta tìm thấy cùng một viên nang.
Năm 1981, KGB cùng với Tổng cục Tình báo Liên Xô (GRU) tiến hành Chiến dịch RYAN, hoạt động thu thập thông tin tình báo lớn nhất và phức tạp nhất trong lịch sử Liên Xô nhằm nắm được ý định sử dụng vũ khí hạt nhân của Hoa Kỳ và các đồng minh NATO chống lại Liên Xô. Chiến dịch RYAN đã hoạt động trong suốt thời gian nhiệm kỳ của người lập kế hoạch, Andropov, và sau khi ông qua đời tình báo Liên Xô tiếp tục thực hiện "nhiệm vụ thường trực" (SAR) cho đến khi nó bị hủy bỏ hoàn toàn vào cuối tháng 11 năm 1991.
Một thành công lớn của tình báo Liên Xô là việc tuyển dụng Aldrich Hazen Ames vào nửa đầu những năm 1980, một nhân viên thuộc CIA phụ trách Liên Xô và Đông Âu. Với mỗi lần truyền thông tin mạng lưới tình báo CIA tại Liên Xô và các đồng minh, Ames nhận được từ các nhân viên Đại sứ quán Liên Xô tại Washington từ 20 đến 50 nghìn USD. Sử dụng thông tin nhận được, bắt đầu từ năm 1985, KGB, phối hợp với các cơ quan đặc nhiệm khác của các nước thuộc Khối Warszawa, bắt đầu vô hiệu hóa các điệp viên Mỹ, kết quả là nhiều điệp viên hoạt động ở Liên Xô và Đông Âu đã bị bắt. Không điển hình cho các hoạt động phản gián, hoạt động loại bỏ ngay lập tức các điệp viên nước ngoài được đưa ra bởi quyết định của cơ quan lãnh đạo chính trị cao nhất của Liên Xô. Những nỗ lực thành công của KGB trong việc lật tẩy CIA đã khiến cuộc điều tra xác định danh tính điệp viên Liên Xô đi vào ngõ cụt, kết quả là vào năm 1990, CIA hầu như ngừng tuyển dụng các điệp viên mới do không thể bảo vệ họ khỏi bị tiết lộ. Các hoạt động của Ames cho tình báo Liên Xô và sau đó là Nga tiếp tục thành công cho đến cuối năm 1993, khi Liên Xô không còn tồn tại.

#### Điều tra vụ nổ Chernobyl
Ngay trước thảm họa năm 1986, từ năm 1983-1985, sáu vụ tai nạn nhỏ hơn và 63 sự cố hỏng hóc đã xảy ra tại Nhà máy điện hạt nhân Chernobyl. Trong quá trình hoạt động, các cơ quan KGB đã phát hiện ra những sai phạm trong công tác xây lắp, vật tư thiết bị không đạt tiêu chuẩn, vi phạm quy chuẩn công nghệ và yêu cầu an toàn bức xạ. Lãnh đạo quốc gia được thông báo về những lỗ hổng đã được xác định trong an toàn bức xạ để có biện pháp xử lý. Cục trưởng Cục 6 của KGB Liên Xô Shcherbak Fedor Alexandrovich và cục phó Cục 6 Vitaly Mikhailovich Prilukov trước vụ tai nạn Chernobyl đã gửi tới Bộ Chính trị Ban Chấp hành Trung ương Đảng Cộng sản Liên Xô hơn 40 văn bản phân tích về các tình huống đe dọa khi vận hành các nhà máy điện hạt nhân.
Sau khi nhận được tin đầu tiên về vụ tai nạn, Trung tướng Shcherbak đã bay đến hiện trường vào ngày 27 tháng 4 năm 1986, chỉ huy nhóm điều tra tác chiến, hoạt động song song với ủy ban điều tra thảm họa do Valery Alekseyevich Legasov đứng đầu, rất nhiều lãnh đạo KGB và nhân viên thay nhau đến để xử lý. Một kinh nghiệm độc đáo đã đạt được trong việc loại bỏ hậu quả một vụ tai nạn, nhiều nhân viên đã tiếp xúc với liều lượng bức xạ cao trong quá trình này. Trọng tâm chính là xác định có hay không việc phá hoại, và kết luận cuối cùng là sự cẩu thả và không tuân thủ các quy tắc an toàn.
Việc giữ bí mật trong thời gian giải quyết vụ tai nạn Chernobyl, khi người dân không được thông báo đầy đủ và kịp thời về hậu quả, đã bị công chúng chỉ trích nặng nề.

### Những năm 1990

#### Sửa đổi nguyên tắc hoạt động
Những thay đổi trong xã hội Liên Xô và hệ thống quản lý nhà nước do perestroika và glasnost gây ra đã dẫn đến nhu cầu sửa đổi những điều cơ bản và nguyên tắc của các cơ quan an ninh nhà nước. Ngày 14 tháng 3 năm 1990, Điều 6 Hiến pháp Liên Xô quy định vai trò lãnh đạo và chỉ đạo của Đảng Cộng sản Liên Xô trong hệ thống chính trị Liên Xô đã bị bãi bỏ. Điều này đã làm dấy lên một cuộc thảo luận trong các chi bộ đảng của bộ máy trung ương KGB về việc "vô hiệu hóa" các cơ quan an ninh nhà nước. Ban lãnh đạo và Đảng ủy KGB kiên quyết phản đối việc giải tán các tổ chức đảng trong hệ thống cơ quan an ninh nhà nước, trong khi lãnh đạo một số chi bộ cơ sở của KGB, cụ thể là Bí thư Đảng ủy Tổng cục một KGB, đã lên tiếng ủng hộ việc vô hiệu hóa. Cuộc tranh luận kết thúc vào ngày 16 tháng 5 năm 1991, với việc thông qua Luật Liên Xô "Về các cơ quan an ninh quốc gia ở Liên Xô"; luật xác định vị trí của KGB trong hệ thống cơ quan hành chính nhà nước, là cơ sở pháp lý cho hoạt động của cơ quan an ninh, quyền hạn, quyền và nhiệm vụ, đồng thời cũng xác định nghĩa vụ nhân viên cơ quan an ninh nhà nước trong các hoạt động chính thức tuân theo các yêu cầu của luật pháp và quyền không tuân theo các quyết định của bất kỳ đảng phái và phong trào chính trị nào, bao gồm cả Đảng Cộng sản Liên Xô.
Ngày 1 tháng 4 năm 1991, Luật Liên Xô "Danh sách các Bộ và các Cơ quan Chính phủ Trung ương khác của Liên Xô" được thông qua, trong đó nêu rõ KGB là cơ quan Chính phủ Trung ương Liên Xô, do Bộ trưởng Liên Xô đứng đầu.
Giai đoạn quan hệ mới sau đó với phương Tây đòi hỏi phải đánh giá lại các mục đích và mục tiêu của KGB trên trường quốc tế, đặc biệt là việc từ bỏ các khái niệm và thuật ngữ thời Chiến tranh Lạnh và coi Hoa Kỳ là đối thủ chính của Liên Xô do thực tế lịch sử mới (kết quả không thành công của chiến tranh) và việc tổ chức lại thế giới (thế giới đơn cực) ngay sau đó.

#### Tái cơ cấu và bãi bỏ
Vào đêm ngày 21 đến ngày 22 tháng 8 năm 1991, chủ tịch KGB Vladimir Alexandrovich Kryuchkov bị bắt vì tích cực tham gia vào việc thành lập và hoạt động của Ủy ban Nhà nước về tình trạng khẩn cấp (GKChP), tổ chức đã cố gắng tiếp quản quyền lực một cách vi hiến tại Liên Xô. Các vụ án hình sự đã được khởi xướng các thành viên KGB vì đã hỗ trợ GKChP, các Phó Chủ tịch thứ nhất KGB, Geniy Evgenievich Ageev và Viktor Fedorovich Grushko, Phó Chủ tịch KGB Vitaly Andreevich Ponomarev, Cục trưởng Cục An ninh Yuri Sergeevich Plekhanov và phó cục trưởng Vyacheslav Vladimirovich Generalov, Giám đốc sở KGB thành phố Moskva và tỉnh Moskva Vitaly Mikhailovich Prilukov. Sự tham gia của các nhà lãnh đạo KGB vào việc thành lập, tạo điều kiện cho GKChP và sự thất bại trong hoạt động đã đánh dấu việc bắt đầu công cuộc tái tổ chức lớn nhất trong lịch sử các cơ quan an ninh nhà nước Liên Xô. Vào ngày 21 tháng 8, theo nghị định của Xô viết Tối cao Nga Xô, Sở KGB Liên Xô tại thành phố Moskva và tỉnh Moskva đã trực thuộc KGB Nga Xô. Vadim Viktorovich Bakatin, được Xô Viết Tối cao Liên Xô bổ nhiệm làm Chủ tịch KGB vào ngày 29 tháng 8 năm 1991, coi nhiệm vụ của mình là biến KGB từ một tổ chức là "lá chắn và thanh kiếm của đảng" và "an ninh của đảng" thành một cơ quan đặc biệt hiện đại, được điều chỉnh để hoạt động trong khuôn khổ của một "nhà nước không toàn trị". Vào ngày 28 tháng 8, một sắc lệnh của Tổng thống đã thành lập một ủy ban nhà nước để điều tra hoạt động các cơ quan an ninh nhà nước, do Đại biểu Nhân dân Nga Xô Sergey Vadimovich Stepashin đứng đầu. Phòng Thanh tra KGB Liên Xô được giao nhiệm vụ thanh tra các khía cạnh khác nhau trong hoạt động của KGB để xác định các vi phạm hiến pháp đất nước và các quyết định của Ủy ban Giám sát Hiến pháp Liên Xô.
Trong vài tháng năm 1991, dưới sự lãnh đạo của Bakatin, các biện pháp sau đây đã được thực hiện để cải tổ và tổ chức lại các cơ quan an ninh nhà nước Liên Xô:
- Tháng 8 năm 1991 - Ban Thông tin Chính phủ, Tổng cục 8 (Truyền thông và Mật mã Chính phủ), và Cục 16 (Tình báo Vô tuyến-Điện tử và Mật mã) loại bỏ khỏi KGB Liên Xô và sáp nhập vào Ủy ban Truyền thông Chính phủ Liên Xô, báo cáo trực tiếp với Tổng thống Liên Xô.
- Tháng 8 đến tháng 9 năm 1991 - Các quân chủng trước đây được chuyển giao cho KGB nay được chuyển lại cho Bộ Quốc phòng Liên Xô.
- Tháng 9 năm 1991 - Tổng cục 9 KGB Liên Xô (cơ quan an ninh cho các lãnh đạo của Đảng và Nhà nước Liên Xô) được chuyển đổi thành Cục An ninh trực thuộc Văn phòng Tổng thống Liên Xô.
- Ngày 4 tháng 9 năm 1991 - Cục 4 thuộc Tổng cục 3, chịu trách nhiệm giám sát các tổ chức tôn giáo, bị bãi.
- Ngày 5 tháng 9 năm 1991 - Hầu hết các cơ quan an ninh nhà nước của Nga Xô, trước đây thuộc quyền quản lý trực tiếp của KGB Liên Xô, được chuyển giao cho quyền tài phán của KGB Nga Xô.
- Ngày 25 tháng 9 năm 1991 - Nghị định Tổng thống Liên Xô xác nhận quyết định của Xô viết Tối cao Nga Xô về việc chuyển Sở KGB thành phố Moskva và tỉnh Moskva của KGB Liên Xô sang quyền tài phán của KGB Nga Xô.
- Tháng 9/1991 - Cục Bảo vệ Kiến thiết Hiến pháp Xô viết KGB Liên Xô (Cục 3, trước đây là Cục 5) bị bãi bỏ, theo Bakatin, chấm dứt "giám sát hoặc điều tra chính trị và giám sát vì lý do chính trị."
- Ngày 9 tháng 10 năm 1991: 
- Một lệnh cấm được thiết lập đối với việc sử dụng các phương tiện tác nghiệp và kỹ thuật để lấy thông tin không thuộc thẩm quyền cơ quan an ninh nhà nước và không liên quan đến việc khám phá tình hình thực tế một vụ án cụ thể về hồ sơ hoạt động và các vụ việc liên quan đến việc trấn áp về hoạt động tình báo của các cơ quan đặc nhiệm nước ngoài và tội phạm hình sự, cuộc chiến chống lại các hoạt động thuộc trách nhiệm của cơ quan an ninh nhà nước, bao gồm khủng bố, buôn bán ma túy, trộm cắp trên quy mô đặc biệt lớn, tham nhũng, buôn lậu, tiền tệ bất hợp pháp và các hoạt động ngân hàng.
- Chỉ thị cơ quan nhà nước đã hủy bỏ việc cấm thực hiện các biện pháp kỹ thuật tinh vi đối với những người giữ chức vụ cấp cao trong Đảng Cộng sản Liên Xô và các cơ quan nhà nước. Đồng thời, các sĩ quan KGB Liên Xô được hướng dẫn thực hiện nghiêm túc quyền bất khả xâm phạm đối với đại biểu, thẩm phán và hội thẩm nhân dân.
- Ngày 22 tháng 10 năm 1991, trên cơ sở nghị định của Hội đồng Nhà nước không được Hiến pháp Liên Xô quy định, Ủy ban An ninh Quốc gia Liên Xô bị bãi bỏ và các cơ quan sau đây được thành lập: Cơ quan Tình báo Trung ương Liên Xô, Cơ quan An ninh Liên Cộng hòa và Ủy ban Bảo vệ Biên giới Nhà nước Liên Xô.
- Ngày 1 tháng 11 năm 1991 - Cục 7, Ban 12, trại tạm giam trước khi xét xử và cơ quan quản lý tác chiến kỹ thuật của KGB Liên Xô được chuyển giao cho KGB Nga Xô.

Đến cuối năm 1991, Ủy ban An ninh Quốc gia Liên Xô không còn tồn tại. Ngày 3 tháng 12 năm 1991, là ngày chính thức KGB bị giải tán, do ngày này thông qua Luật số 124-N "Về việc tổ chức lại các cơ quan an ninh quốc gia" của Hội đồng Xô viết Tối cao các nước Cộng hòa Liên Xô, đã hợp pháp hóa việc giải thể KGB như một cơ quan chính phủ, không được quy định theo Hiến pháp Liên Xô. Theo Điểm 2 Điều 113 của Hiến pháp Liên Xô, quyết định về việc giải thể KGB là thẩm quyền của toàn thể Xô Viết Tối cao Liên Xô, không chỉ một trong các viện của nó (hơn nữa, không được quy định bởi Luật Cơ bản Liên Xô). Trước khi thông qua tuyên bố về việc giải thể Liên Xô vào ngày 26 tháng 12 năm 1991, Xô viết Tối cao Liên Xô đã không loại bỏ tham chiếu đến KGB khỏi Luật số 2159-I "về các cơ quan an ninh quốc gia Liên Xô" ngày 16 tháng 5 năm 1991.

## Cơ sở hoạt động và phụ thuộc
Không giống như các cơ quan quản lý nhà nước khác của Liên Xô, Ủy ban An ninh Nhà nước là một tổ chức đảng-nhà nước. Với tư cách pháp nhân, KGB là cơ quan quản lý nhà nước, đồng thời, trực thuộc cơ quan cao nhất của Đảng Cộng sản Liên Xô - Ban Chấp hành Trung ương Đảng và Bộ Chính trị. Sau này được ghi trong Quy chế làm việc của KGB, theo quan điểm pháp luật, quy định "sự thống nhất Đảng Cộng sản Liên Xô và các cơ quan an ninh nhà nước" và biến KGB "trở thành lực lượng vũ trang của đảng, bảo vệ về mặt thể chế và chính trị quyền lực của Đảng Cộng sản Liên Xô, cho phép đảng thực hiện quyền kiểm soát hiệu quả và chặt chẽ đối với xã hội".
Trước khi Luật các Cơ quan An ninh Nhà nước của Liên Xô được thông qua vào năm 1991, các hoạt động KGB được điều chỉnh bởi Quy chế của KGB và các nghị quyết Ban Chấp hành Trung ương Đảng Cộng sản Liên Xô và Chính phủ Liên Xô. Ngoài các văn bản này, các cơ quan an ninh còn tự mình ban hành hơn ba nghìn văn bản luật trong suốt thời gian tồn tại. Đến đầu năm 1991, tổng số văn bản quy phạm pháp luật điều chỉnh hoạt động của KGB là hơn 5.000 văn bản ở nhiều cấp khác nhau. Tuy nhiên, loạt tài liệu này, theo lãnh đạo KGB, không có liên kết hữu cơ với luật Liên Xô; không có sự tuân thủ đầy đủ và tuân thủ nghiêm ngặt các luật Liên Xô của các quy phạm pháp luật, hướng dẫn Ủy ban An ninh Nhà nước và các cơ quan địa phương của nó.
"Trung với Đảng - Trung với nước", "Tổ quốc có chung một Đảng", "Bảo vệ Đảng Lenin"
-Phương châm, câu nói thông dụng

### Quy định về KGB
"Quy chế về Ủy ban An ninh Nhà nước thuộc Hội đồng Bộ trưởng Liên Xô và các cơ quan địa phương của nó", được giao ở mức độ bí mật cao nhất, là văn bản chính quy định các hoạt động của KGB. Dự thảo quy chế, được xây dựng với sự tham gia của của bản thân lãnh đạo cao nhất của KGB, đã được Đoàn Chủ tịch Trung ương Đảng Cộng sản Liên Xô phê chuẩn vào ngày 9 tháng 1 năm 1959. Sau khi được Hội đồng Bộ trưởng Liên Xô ban hành, Quy chế về KGB vẫn có hiệu lực hơn 30 năm, hầu như không thay đổi, cho đến khi Luật Liên Xô "Về các cơ quan an ninh quốc gia tại Liên Xô" được thông qua vào tháng 5 năm 1991. Theo quy định này, Ủy ban An ninh quốc gia được coi là "cơ quan chính trị" thực hiện các hoạt động của Trung ương Đảng Cộng sản Liên Xô và Chính phủ Liên Xô "để bảo vệ nhà nước xã hội chủ nghĩa khỏi sự xâm phạm của kẻ thù bên ngoài và bên trong, cũng như bảo vệ biên giới quốc gia của Liên Xô". Đồng thời, việc quản lý và kiểm soát trực tiếp KGB là đặc quyền của Trung ương Đảng Cộng sản Liên Xô, trong khi Hội đồng Bộ trưởng được trao một vai trò quản lý khiêm tốn hơn: nghe báo cáo về các hoạt động của KGB, bổ nhiệm các phó chủ tịch, phê duyệt cơ cấu và nhân sự của ủy ban và phê duyệt các thành viên của hội đồng - tất cả đều có sự tham vấn của Trung ương Đảng Cộng sản Liên Xô.
"Ủy ban An ninh Nhà nước làm việc dưới sự giám sát và kiểm soát trực tiếp của Trung ương Đảng Cộng sản Liên Xô."
-Quy chế Ủy ban An ninh Quốc gia Liên Xô thuộc Hội đồng Bộ trưởng Liên Xô

Không giống như cơ quan trung ương, KGB nhận chỉ đạo và thường xuyên báo cáo về các hoạt động cho Ban Chấp hành Trung ương Đảng Cộng sản Liên Xô và Chính phủ Liên Xô, các cơ quan an ninh nhà nước cộng hòa và địa phương không chịu trách nhiệm trước bất kỳ ai ngoại trừ KGB và các cơ quan đảng có liên quan trong ngành này.
Ngoài việc thực hiện các chức năng truyền thống đối với các cơ quan đặc nhiệm (cụ thể là bảo vệ biên giới quốc gia, hoạt động tình báo và phản gián đối ngoại, chống khủng bố, v.v.), Ủy ban An ninh Nhà nước Liên Xô có quyền, dưới sự giám sát của các cơ quan tố tụng (viện kiểm sát), điều tra các trường hợp tội phạm chính trị, nhưng có thể, không cần chấp thuận của cơ quan công tố, truy tìm, giam giữ và bắt giữ những cá nhân được xác định hoặc bị tình nghi có các hoạt động chống lại hệ thống Xô viết và Đảng Cộng sản Liên Xô.

### Luật các Cơ quan An ninh Nhà nước
Một nỗ lực nhằm đưa KGB thoát khỏi sự kiểm soát của Đảng Cộng sản và các hoạt động tổ chức này hoàn toàn phụ thuộc vào các cơ quan quyền lực và quản lý nhà nước đã được thực hiện vào những năm cuối cùng trước khi Liên Xô sụp đổ. Vào ngày 14 tháng 3 năm 1990, điều 4 về vai trò lãnh đạo của Đảng Cộng sản đã bị xóa khỏi Hiến pháp Liên Xô, và vào ngày 16 tháng 5 năm 1991, Luật Liên Xô "Về các cơ quan an ninh nhà nước ở Liên Xô" được thông qua, theo đó các hoạt động của KGB bắt đầu được kiểm soát bởi cơ quan lập pháp của đất nước, người đứng đầu nhà nước và chính phủ Liên Xô, trong khi cơ quan an ninh nhà nước của các nước cộng hòa bắt đầu chịu trách nhiệm trước nhà nước và cơ quan chính phủ cao nhất của các nước cộng hòa tương ứng, cũng như chính KGB Liên Xô.
"Cơ sở pháp lý cho hoạt động của các cơ quan an ninh nhà nước là Hiến pháp  Liên Xô, hiến pháp các nước cộng hòa Liên bang, luật này và các văn bản lập pháp khác của Liên Xô và các nước cộng hòa, Quyết định của Tổng thống Liên Xô, các nghị định và nghị quyết của Nội các Bộ trưởng của Liên Xô và chính phủ các nước cộng hòa, cũng như các quyết định của Ủy ban An ninh Nhà nước Liên Xô và các cơ quan an ninh nhà nước của các nước cộng hòa được ban hành theo quy định của họ.
Nhân viên các cơ quan an ninh nhà nước trong các hoạt động chính thức được hướng dẫn bởi các yêu cầu của pháp luật và không bị ràng buộc bởi các quyết định các đảng chính trị và các phong trào xã hội quần chúng theo đuổi các mục tiêu chính trị."
- Điều 7, khoản 16 Luật Liên Xô "Về các cơ quan an ninh quốc gia ở Liên Xô"

Đồng thời, các cơ quan an ninh nhà nước được giữ nguyên chức năng trị an: được phép tiến hành thẩm vấn và điều tra sơ bộ tội phạm, việc điều tra theo quy định của pháp luật cho cơ quan an ninh nhà nước; giám sát bưu chính và nghe lén các cuộc điện đàm mà không cần sự cho phép của cơ quan tố tụng; bắt và giam giữ những người bị tình nghi phạm tội và bị cơ quan an ninh nhà nước giam giữ mà không cần ủy quyền truy tố.
Việc thông qua luật về các cơ quan an ninh nhà nước được đặt trước và sau đó là cuộc thảo luận của những người phản đối và những người ủng hộ cải cách KGB. Luật đã được Sergey Fyodorovich Akhromeyev, Golik Yuri Vladimirovich, Ivan Dmitrievich Laptev, Roy Aleksandrovich Medvedev, Veniamin Alexandrovich Yarin và những người khác ủng hộ. Theo những người ủng hộ, luật sẽ cho phép điều chỉnh hoạt động các cơ quan an ninh nhà nước, đặt nó dưới sự kiểm soát của các tổ chức công cộng và phương tiện thông tin đại chúng, đồng thời "quét sạch mọi suy đoán tồn tại xung quanh KGB". Các đại biểu Kalmykov Odisseevich và Anatoly Aleksandrovich Sobchak phản đối việc thông qua dự luật, sau đó, coi dự luật là quá trừu tượng. Nhà báo Yuri Vasilyevich Feofanov của tờ báo Izvestia gọi dự luật là "một tập hợp dày đặc các quyền mà không có trách nhiệm rõ ràng". Nhà hoạt động nhân quyền Orlov tuyên bố rằng việc thông qua luật mới về các cơ quan an ninh nhà nước "xác nhận rằng KGB đứng vững trên lập trường của chủ nghĩa Stalin trước đây, và luật hợp pháp hóa sự can thiệp vào tất cả các công việc quyết định công dân". Bakatin, chủ tịch cuối cùng của KGB Liên Xô, luật về KGB là "di tích của quá khứ" và "về mặt hình thức và thực tế không hoạt động" từ thời điểm được thông qua cho đến khi tổ chức lại các cơ quan an ninh nhà nước vào tháng 10 năm 1991.
Nghị quyết số 2160-I của Xô viết Tối cao Liên Xô ngày 16 tháng 5 năm 1991 "Về việc ban hành Luật Liên Xô" 'Về các cơ quan an ninh quốc gia tại Liên Xô' cũng quy định việc xây dựng và thông qua, vào ngày 1 tháng 1 năm 1992, các quy định mới về Ủy ban An ninh Nhà nước Liên Xô thay thế các quy định của năm 1959. Đã có kế hoạch phát triển và thông qua các luật riêng để điều chỉnh các cơ quan an ninh mới. Tuy nhiên, không có tài liệu mới nào được thông qua kể từ ngày 26 tháng 12 năm 1991, khi Liên bang Xô viết không còn tồn tại.

## Mối quan hệ KGB và Đảng
Mặc dù chính thức được trao cho các quyền của một bộ cộng hòa liên bang và hoạt động dưới sự bảo trợ của Hội đồng Bộ trưởng Liên Xô - trước tiên là một bộ trực thuộc chính phủ, và sau đó là cơ quan quản lý nhà nước trung ương, sự lãnh đạo thực tế của KGB là các cơ quan tối cao của Đảng Cộng sản Liên Xô, đại diện là Ban Bí thư Trung ương Đảng và Bộ Chính trị. Chủ tịch KGB đương nhiên là thành viên Bộ Chính trị. Từ khi thành lập cho đến ngày 16 tháng 5 năm 1991 - sáu tháng trước khi nó bị bãi bỏ - KGB đã bị loại bỏ khỏi sự kiểm soát chính phủ Liên Xô một cách hiệu quả.
Một số nhà nghiên cứu cho rằng ban lãnh đạo cao nhất của Liên Xô, thông qua KGB và các đặc vụ của họ, đã cố tình thực hiện các hoạt động nhằm vào sự sụp đổ của đất nước.

### Kiểm soát đảng
Sự can thiệp của Đảng Cộng sản vào hoạt động các cơ quan quản lý và nhà nước phổ biến ở Liên Xô. Đồng thời, không có cơ quan nhà nước nào ở Liên Xô bị Đảng Cộng sản can thiệp vào các hoạt động như cơ quan an ninh, vốn là công cụ bảo vệ lợi ích Đảng Cộng sản. Nói một cách dễ hiểu, phương châm chính thức của KGB vào thời điểm đó, "Trung thành với Đảng - Trung thành với Tổ quốc", nghĩa là phục vụ Đảng là phục vụ Tổ quốc Liên Xô.
"Bộ Chính trị lãnh đạo Ủy ban An ninh Nhà nước không thông qua tổ chức Đảng, mà trực tiếp thông qua Chủ tịch KGB và một hoặc hai Phó chủ tịch."
- Leonid Vladimirovich Shebarshin Bàn tay Mátxcơva: Ghi chú của Cục trưởng Cục Tình báo Liên Xô. - Matxcova: Trung tâm-100, năm 1992.

Phân tích quy chế KGB, tài liệu đảng và tài liệu của các cơ quan an ninh nhà nước, do Đoàn Chủ tịch Xô viết Tối cao Liên bang Nga tiến hành năm 1992, làm sáng tỏ mức độ kiểm soát KGB bởi đảng cầm quyền. Đặc biệt, người ta thấy rằng đối với các cơ quan an ninh nhà nước Liên Xô, các cơ quan chủ quản của Đảng thực hiện các chức năng sau:
- xác định tình trạng các cơ quan an ninh nhà nước và điều chỉnh hoạt động của họ;
- xác định nhiệm vụ chính của cơ quan an ninh nhà nước và lĩnh vực hoạt động cụ thể;
- thành lập cơ cấu chung các cơ quan an ninh nhà nước;
- xây dựng mục tiêu, xác định đối tượng và quy định phương pháp đấu tranh dựa trên tình hình chính trị hiện tại, trong đó có "biện pháp trấn áp quy mô lớn;
- phê duyệt cơ cấu tổ chức và biên chế các cơ quan an ninh nhà nước, kiểm soát việc thay đổi cơ cấu và thay đổi biên chế ở tất cả các cấp - từ các tổng cục của văn phòng trung ương đến các phòng cấp huyện của KGB;
- phê duyệt hoặc tán thành các quy định nội bộ chính của cơ quan an ninh nhà nước - lệnh, quyết định của đoàn chủ tịch, quy định và hướng dẫn;
- hình thành sự lãnh đạo của các cơ quan an ninh nhà nước, đặc biệt là sự chấp thuận của Chủ tịch KGB và các Phó Chủ tịch, cũng như các quan chức cấp cao của các cơ quan an ninh nhà nước thuộc giới tinh hoa của Trung ương Đảng hoặc các cơ quan đảng địa phương;
- xác định chính sách nhân sự của các cơ quan an ninh;
- nhận báo cáo về hoạt động của toàn bộ cơ quan an ninh nhà nước và về các cơ cấu và lĩnh vực hoạt động riêng lẻ của cơ quan, với báo cáo là bắt buộc và định kỳ (trong một tháng, một năm, năm năm);
- giám sát các hoạt động cụ thể hoặc tập hợp các hoạt động của các cơ quan an ninh nhà nước và ủy quyền cho cơ quan quan trọng nhất trong số họ về một loạt các vấn đề.

Theo quan điểm ban lãnh đạo đảng, Trung ương Đảng Cộng sản Liên Xô có quyền ra lệnh cấm công bố các lệnh Chủ tịch KGB liên quan đến những vấn đề công tác điều tra và hoạt động, mâu thuẫn với các điều 10, 12 và 13 Quy chế giám sát kiểm sát viên ở Liên Xô năm 1955, cung cấp quyền kiểm soát của kiểm sát pviên đối với việc tuân thủ các quy định do các cơ quan ban hành với Hiến pháp và luật pháp Liên Xô, của các nước Cộng hòa Liên bang và cộng hòa tự trị, các nghị định chính phủ Liên bang và cộng hòa.
Là một phần các hoạt động thực thi pháp luật của KGB, các cơ quan an ninh bị cấm thu thập các tài liệu gây tổn hại đến các đại diện giới tinh hoa của đảng, Xô viết và công đoàn, điều này đã đưa những người có quyền lực hành chính, kiểm soát và kinh tế ra khỏi tầm kiểm soát của các cơ quan thực thi pháp luật và đặt nền móng cho sự xuất hiện của tội phạm có tổ chức trong môi trường này.
Các chức năng cơ quan an ninh nhà nước luôn bao gồm bảo vệ và phục vụ các lãnh đạo cao nhất của đảng (kể cả khi họ đi nghỉ), cung cấp an ninh cho các sự kiện lớn của đảng (đại hội, hội nghị toàn thể và phiên họp) và cung cấp kỹ thuật cho các cơ quan cao nhất của đảng gồm phương tiện và thông tin liên lạc mã hóa. Vì những mục đích này, đã có các bộ phận đặc biệt trong cơ cấu KGB, mà công việc và trang thiết bị được chi trả từ ngân sách nhà nước chứ không phải ngân sách đảng. Theo quy chế của KGB, nó cũng được giao trách nhiệm bảo vệ các nhà lãnh đạo của chính phủ Liên Xô. Đồng thời, việc phân tích các lệnh của KGB cho thấy xu hướng chuyển giao các chức năng an ninh và dịch vụ liên quan đến các cấu trúc nhà nước phù hợp với thẩm quyền của các cơ quan nội chính, đó là bằng chứng cho thấy thực tế việc bảo vệ và phục vụ các nhân vật của đảng và cơ sở vật chất là một ưu tiên của KGB. Một số lệnh về các hoạt động an ninh và phục vụ chỉ đề cập đến các nhà lãnh đạo đảng. Đặc biệt, KGB được giao trách nhiệm cung cấp an ninh và phục vụ các ủy viên Bộ Chính trị, ủy viên dự khuyết Bộ Chính trị và các ủy viên Ban Bí thư Trung ương Đảng Cộng sản Liên Xô, cũng như theo các quyết định của Trung ương Đảng Cộng sản Liên Xô, là các chính trị gia và các yếu nhân nước ngoài trong thời gian họ ở Liên Xô. Ví dụ, KGB đã bảo vệ và phục vụ Babrak Karmal, thường trú tại Moskva sau khi ông bị bãi nhiệm năm 1986 khỏi chức vụ Tổng Bí thư Trung ương Đảng Dân chủ Nhân dân Afghanistan. 

### Tổ chức nhân sự
Việc lựa chọn người vào làm việc trong các cơ quan an ninh và trong các cơ sở giáo dục KGB, còn gọi là "tuyển chọn đảng viên" từ những người Cộng sản bình thường, nhân viên cơ quan Đảng, Đoàn Thanh niên và các cơ quan Xô viết, được thực hiện một cách có hệ thống dưới sự kiểm soát cẩn thận của Trung ương Đảng Cộng sản Liên Xô. Các phương hướng hoạt động quan trọng nhất của KGB được tăng cường, theo quy định, bởi các cán bộ đảng, chỉ đạo các ban của Trung ương Đảng Cộng sản các nước Cộng hòa, trưởng và phó các ban của các tỉnh ủy, và bí thư các huyện ủy, thành ủy. Các cơ quan đảng ở các cấp khác nhau thường xuyên kiểm tra nhân sự bộ máy KGB và các cơ sở giáo dục, và kết quả các cuộc kiểm tra này được ban lãnh đạo KGB xác nhận bởi các quyết định. Nhưng không phải hiếm khi điều ngược lại xảy ra, các cán bộ KGB được thăng chức lên các vị trí lãnh đạo trong các cơ quan đảng. Tại Latvia, người đứng đầu KGB Cộng hòa Latvia Boris Karlovich Pugo trở thành người đứng đầu Đảng Cộng sản Latvia, chưa kể đến Chủ tịch KGB Liên Xô Yuri Vladimirovich Andropov, người vào năm 1982 đã trở thành Tổng Bí thư Trung ương Đảng Cộng sản Liên Xô. Việc chuyển giao nhân sự được thực hiện nhiều lần chuyển từ công tác đảng đến KGB và ngược lại. Ví dụ, vào tháng 4 năm 1968, Pavel Pavlovich Laptev, trợ lý Ban Quan hệ với các Đảng Cộng sản và Công nhân của các nước Xã hội Chủ nghĩa Trung ương Đảng, được bổ nhiệm làm việc cho KGB, nơi ông ngay lập tức được thăng cấp bậc đại tá. Từ năm 1971 đến năm 1979, Laptev là người đứng đầu Ban thư ký KGB, được thăng cấp thiếu tướng. Năm 1979, ông lại tiếp tục công tác tại Ban Chấp hành Trung ương Đảng Cộng sản Liên Xô, trở thành trợ lý Ủy viên Bộ Chính trị Andropov. Từ năm 1982 đến năm 1984, ông là trợ lý Tổng Bí thư Ban Chấp hành Trung ương Đảng Cộng sản Liên Xô, và năm 1984, ông trở lại KGB. Tháng 6 năm 1985, Laptev được bổ nhiệm làm Phó Chủ tịch thứ nhất, và tháng 5 năm 1991, ông được bổ nhiệm làm Trưởng ban Ban Tổng hợp Ban Chấp hành Trung ương Đảng Cộng sản Liên Xô.
Các quan chức hàng đầu các cơ quan an ninh nhà nước nằm trong giới tinh hoa Trung ương Đảng Cộng sản Liên Xô và các cơ quan đảng địa phương, việc bổ nhiệm và chuyển từ vị trí này sang vị trí khác do cơ quan đảng tương ứng quyết định. Do đó, một ứng cử viên cho chức vụ Chủ tịch KGB lần đầu tiên được Trung ương Đảng Cộng sản Liên Xô phê chuẩn và sau đó được Đoàn Chủ tịch Xô Viết Tối cao Liên Xô bổ nhiệm vào vị trí này, trong khi Hội đồng Bộ trưởng Liên Xô bổ nhiệm các phó chủ tịch chỉ sau khi ứng cử viên phó chủ tịch được Trung ương Đảng Cộng sản Liên Xô chấp thuận.
Cũng có sự chồng chéo về các vị trí trong Đảng và KGB: Chủ tịch KGB Andropov, Chebrikov và Kryuchkov từng là ủy viên Bộ Chính trị Đảng Cộng sản Liên Xô. Theo quy định, người đứng đầu các cơ quan KGB trên lãnh thổ là ủy viên hoặc ủy viên dự khuyết của đảng ủy lãnh thổ tương ứng. Điều tương tự cũng được thực hiện ở cấp thành ủy và huyện ủy, các cơ quan này hầu như luôn có đại diện các cơ quan an ninh nhà nước. Trong cơ quan hành chính các đảng bộ có bộ phận giám sát cơ quan an ninh nhà nước. Thường thì các bộ phận này được biên chế bởi các cán bộ KGB, những người trong thời gian phục vụ trong bộ máy đảng tiếp tục được gia nhập KGB và được gọi là "dự bị động viên". Ví dụ, vào năm 1989, Vụ các vấn đề an ninh nhà nước thuộc Ban Pháp chế Nhà nước Trung ương Đảng Cộng sản Liên Xô đứng đầu là cựu chủ tịch KGB Azerbaijan Thiếu tướng Ivan Ivanovich Gorelovsky. Gorelovsky, một đảng viên, được ban lãnh đạo KGB thăng quân hàm trung tướng vào mùa hè năm 1990.

### Trao đổi thông tin
Đối với lãnh đạo Đảng Cộng sản Liên Xô, các cơ quan an ninh nhà nước là nguồn thông tin chính cho phép họ kiểm soát cơ cấu hành chính nhà nước và thao túng dư luận, trong khi các lãnh đạo và sĩ quan cấp cao của các cơ quan an ninh nhà nước đã coi Đảng, ít nhất là cho đến cuối những năm 1980, là "nền tảng" của hệ thống Liên Xô và lực lượng chỉ đạo và điều hành.
Ngoài những vấn đề gọi là "chính sách" cần phải có quyết định hoặc sự đồng ý của Ban Chấp hành Trung ương Đảng, các cơ quan an ninh nhà nước đã cung cấp cho các cơ quan đảng những thông tin thường xuyên cả về tổng quan và tính chất cụ thể. Báo cáo về tình hình hoạt động trong nước, báo cáo về tình hình biên giới và chiến tuyến Liên Xô, báo cáo chính trị, báo cáo tình hình quốc tế, đánh giá báo chí, truyền hình, đài phát thanh nước ngoài, báo cáo lấy ý kiến nhân dân về các sự kiện hoặc các hoạt động của Đảng Cộng sản và chính phủ Liên Xô và các thông tin khác được gửi đến các cơ quan đảng với tần suất khác nhau và trong các thời kỳ hoạt động khác nhau của KGB, với nhiều loại khác nhau tùy thuộc vào nhu cầu hiện thời của bộ máy Đảng và giới lãnh đạo của nó. Ngoài các bản tóm tắt, Trung ương và các cơ quan đảng địa phương nhận được thông tin liên quan đến các sự kiện và con người cụ thể. Thông tin này có thể là thông thường, nhằm mục đích cung cấp thông tin, hoặc khẩn cấp, cần các quyết định khẩn cấp của lãnh đạo đảng. Có dấu hiệu cho thấy các cơ quan an ninh nhà nước gửi đến Trung ương cả thông tin đã được xử lý và chưa xử lý thu được bằng các phương pháp hoạt động: tài liệu bưu chính, lục soát bí mật tài liệu, nghe lén các phòng và các cuộc điện đàm, và các báo cáo từ các đặc vụ. Ví dụ, vào năm 1957, KGB gửi Trung ương Đảng báo cáo về Viện sĩ Lev Davidovich Landau, bao gồm tài liệu nghe lén và báo cáo của các mật vụ; năm 1987 - ghi lại cuộc trò chuyện giữa Viện sĩ Andrey Dmitryevich Sakharov và các nhà khoa học Mỹ Douglas Stone và Frank N. von Hippel. Về vấn đề này, KGB tiếp tục hoạt động của các cơ quan an ninh nhà nước tiền nhiệm: cơ quan lưu trữ nhà nước lưu giữ hồ sơ các cuộc trò chuyện tại nhà giữa các Tướng Vasily Nikolayevich Gordov và Philip Trofimovich Rybalchenko, được cơ quan mật vụ Liên Xô gửi cho Stalin vào năm 1947. Trong suốt các hoạt động của mình, KGB tiếp tục sử dụng các đơn vị thông tin đặc biệt được thành lập trong thời kỳ đầu tiên của Cục Chính trị Quốc gia toàn liên bang (OGPU) và tiếp tục hoạt động được điều chỉnh bởi các quy định được Feliks Edmundovich Dzerzhinsky phê duyệt.
Ban Chấp hành Trung ương Đảng Cộng sản Liên Xô liên tục kiểm soát công việc thông tin trong các cơ quan an ninh nhà nước và yêu cầu tính chính xác và khách quan của các tài liệu gửi đến các cơ quan đảng, bằng chứng là nhiều nghị quyết của Ban Chấp hành Trung ương Đảng Cộng sản Liên Xô và lệnh của KGB.

## Cơ quan lãnh đạo

### Chủ tịch KGB
Ủy ban An ninh Nhà nước do Chủ tịch đứng đầu.
Vì KGB ban đầu được trao cho các quyền của một bộ, nên việc bổ nhiệm Chủ tịch KGB không phải do chính phủ đưa ra, mà do Đoàn Chủ tịch Xô Viết Tối cao Liên Xô bổ nhiệm theo tham vấn của Chủ tịch Hội đồng Bộ trưởng Liên Xô. Thủ tục bổ nhiệm người đứng đầu KGB vẫn được giữ nguyên sau khi KGB thiết lập quy chế của một ủy ban nhà nước vào tháng 7 năm 1978. Đồng thời, cho đến năm 1990, cả Xô viết tối cao, cũng như chính phủ Liên Xô, nơi Ủy ban An ninh đang hoạt động, không có bất kỳ cơ hội thực sự nào để tác động đến các vấn đề nhân sự của KGB. Trước khi được bổ nhiệm làm chủ tịch KGB, việc ứng cử viên phải được sự chấp thuận bắt buộc của Trung ương Đảng Cộng sản Liên Xô, giám sát trực tiếp Ủy ban An ninh Nhà nước cho đến ngày 14 tháng 3 năm 1990. Tất cả các chủ tịch KGB (ngoại trừ Fedorchuk, người đã giữ chức vụ này trong khoảng bảy tháng), nhờ tư cách thành viên của họ trong Trung ương Đảng thuộc về giới tinh hoa cơ quan cao nhất của Đảng Cộng sản và họ được bổ nhiệm, luân chuyển từ một vị trí khác sang hoặc cách chức chỉ có thể được thực hiện theo quyết định của Trung ương Đảng Cộng sản Liên Xô. Thủ tục tương tự được áp dụng cho các Phó chủ tịch KGB, người có thể được Hội đồng Bộ trưởng Liên Xô bổ nhiệm và miễn nhiệm sau khi được sự cho phép của Trung ương Đảng Cộng sản Liên Xô.
| STT | Họ tên (sinh-mất) | Họ tên (sinh-mất)                                               | Nhiệm kỳ         | Nhiệm kỳ         | Chức vụ kiêm nhiệm                                    | Lãnh đạo Chính phủ |
| STT | Họ tên (sinh-mất) | Họ tên (sinh-mất)                                               | Bổ nhiệm         | Bãi nhiệm        | Chức vụ kiêm nhiệm                                    | Lãnh đạo Chính phủ |
| --- | ----------------- | --------------------------------------------------------------- | ---------------- | ---------------- | ----------------------------------------------------- | --- |
| 1   |                   | Đại tướng Ivan Aleksandrovich Serov (1905—1990)                 | 13 tháng 3 1954  | 8 tháng 12 1958  | Ủy viên Trung ương Đảng Cộng sản Liên Xô              | Georgy Maksimilianovich Malenkov (1953—1955) Nikolay Aleksandrovich Bulganin (1955—1958) Nikita Sergeyevich Khrushchyov (1958—1964) |
| -   |                   | Thiếu tướng Konstantin Fedorovich Lunev (quyền) (1907—1980)     | 8 tháng 12 1958  | 25 tháng 12 1958 | Ủy viên dự khuyết Trung ương Đảng Cộng sản Liên Xô    | Nikita Sergeyevich Khrushchyov (1958—1964)                                                                                          |
| 2   |                   | Alexander Nikolayevich Shelepin (1918—1994)                     | 25 tháng 12 1958 | 5 tháng 11 1961  | Ủy viên Trung ương Đảng Cộng sản Liên Xô              | Nikita Sergeyevich Khrushchyov (1958—1964)                                                                                          |
| -   |                   | Thượng tướng Pyotr Ivanovich Ivashutin (quyền) (1909—2002)      | 5 tháng 11 1961  | 13 tháng 11 1961 |                                                       | Nikita Sergeyevich Khrushchyov (1958—1964)                                                                                          |
| 3   |                   | Thượng tướng Vladimir Yefimovich Semichastny (1924—2001)        | 13 tháng 11 1961 | 18 tháng 5 1967  | Ủy viên Trung ương Đảng Cộng sản Liên Xô              | Nikita Sergeyevich Khrushchyov (1958—1964) Aleksey Nikolayevich Kosygin (1964—1980)                                                 |
| 4   |                   | Đại tướng Yuri Vladimirovich Andropov (1914—1984)               | 18 tháng 5 1967  | 26 tháng 5 1982  | Ủy viên Bộ Chính trị Trung ương Đảng Cộng sản Liên Xô | Aleksey Nikolayevich Kosygin (1964—1980) Nikolay Aleksandrovich Tikhonov (1980—1985)                                                |
| 5   |                   | Đại tướng Vitaly Vasilyevich Fedorchuk (1918—2008)              | 26 tháng 5 1982  | 17 tháng 12 1982 |                                                       | Nikolay Aleksandrovich Tikhonov (1980—1985)                                                                                         |
| 6   |                   | Đại tướng Viktor Mikhailovich Chebrikov (1923—1999)             | 17 tháng 12 1982 | 1 tháng 10 1988  | Ủy viên Bộ Chính trị Trung ương Đảng Cộng sản Liên Xô | Nikolay Aleksandrovich Tikhonov (1980—1985) Nikolay Ivanovich Ryzhkov (1985—1991)                                                   |
| 7   | không khung       | Đại tướng Vladimir Aleksandrovich Kryuchkov (1924—2007)         | 1 tháng 10 1988  | 28 tháng 8 1991  | Ủy viên Bộ Chính trị Trung ương Đảng Cộng sản Liên Xô | Nikolay Ivanovich Ryzhkov (1985—1991) Valentin Sergeyevich Pavlov (1991)                                                            |
| -   |                   | Trung tướng Leonid Vladimirovich Shebarshin (quyền) (1935—2012) | 22 tháng 8 1991  | 23 tháng 8 1991  |                                                       | Valentin Sergeyevich Pavlov / Vitaly Husseynovich Doguzhiyev (quyền) (1991)                                                         |
| 8   | không khung       | Trung tướng Vadim Viktorovich Bakatin (1937-)                   | 29 tháng 8 1991  | 3 tháng 12 1991  |                                                       | Ivan Stepanovich Silayev (1991) |

## Cơ cấu tổ chức

### Cơ quan nghiệp vụ
- Tổng cục I - Tình báo Đối ngoại
- Tổng cục II - An ninh nội bộ và phản gián
- Tổng cục III - An ninh nội bộ và phản gián trong Lực lượng Vũ trang Liên Xô (là Cục III 1960-1982)
- Tổng cục VIII - Mã hóa / giải mã và truyền thông chính phủ
- Tổng cục Bộ đội Biên phòng - Bảo vệ biên phòng

### Cơ quan chức năng
- Cục III - An ninh nội bộ và phản gián trong Lực lượng Vũ trang Liên Xô (1960-1982)
- Cục IV - Chống phản động (1954-1960); An toàn giao thông (1981-1991)
- Cục V - An ninh kinh tế (1954-1960); Chống phá hoại tư tưởng, chống Liên Xô và các phần tử tôn giáo - giáo phái (1967-1989)
- Cục VI - An toàn giao thông (1954-1960); Phản gián kinh tế và an ninh công nghiệp (1982-1991)
- Cục VII - Điều tra và giám sát
- Cục IX - Bảo vệ lãnh đạo Đảng và Nhà nước
- Cục X - Bảo vệ Điện Kremlin. Từ 1959 chuyển thuộc Cục IX
- Cục XIV - Chăm sóc sức khỏe
- Cục XV - Bảo vệ cơ sở đặc biệt (1969-1991)
- Cục XVI - Trinh sát điện tử, đánh chặn và giải mã vô tuyến (1973-1991)
- Cục "Z" - Bảo vệ trật tự hiến pháp (1989-1991)
- Cục "SCh" - Lãnh đạo các đơn vị đặc biệt (1991)
- Cục vận hành và kỹ thuật
- Cục xây dựng quân đội
- Cục nguồn nhân lực
- Cục kinh tế

### Cơ quan độc lập
- Ban Điều tra
- Ban Truyền thông Chính phủ
- Ban VI
- Ban VIII
- Ban XI
- Ban XII
- Ban Thư ký
- Nhóm thuộc Chủ tịch KGB
- Thanh tra thuộc Chủ tịch KGB
- Nhóm Tư vấn thuộc Chủ tịch KGB
- Ban Kế toán và Lưu trữ
- Ban Kế hoạch tài chính
- Ban Động viên
- Trung tâm quan hệ công chúng

## Lực lượng vũ trang thuộc KGB

### Lực lượng KGB
- Lực lượng Truyền thông Chính phủ
- Các đơn vị tình báo vô tuyến thuộc Tổng cục VIII (từ năm 1973 trực thuộc Cục XVI KGB)
- Các đơn vị công trình quân sự của Cục xây dựng công trình quân sự (15 đơn vị công binh và xây lắp)
- Lực lượng quân đội Biên phòng KGB

### Đơn vị đặc biệt KGB
- Sư đoàn súng trường cơ giới đặc nhiệm 48 (từ ngày 4 tháng 1 năm 1990 đến ngày 22 tháng 8 năm 1991, là một phần của Quân đội biên giới KGB Liên Xô)
- Sư đoàn súng trường cơ giới đặc nhiệm số 75 (từ ngày 4 tháng 1 năm 1990 đến ngày 23 tháng 9 năm 1991, là một phần của Quân đội biên giới KGB Liên Xô)
- Sư đoàn Không quân 103 (từ ngày 4 tháng 1 năm 1990 đến ngày 28 tháng 8 năm 1991 là một phần của Quân đội biên giới KGB Liên Xô)
- Lữ đoàn Súng trường Cơ giới Biệt động số 27 (thành lập 4 tháng 1 năm 1990)
- Lữ đoàn hoạt động biệt lập KGB Liên Xô * Trung đoàn Cờ Đỏ đặc nhiệm (từ năm 1973, Trung đoàn Điện Kremlin) - lực lượng bảo vệ chính phủ
- Trung đoàn Cờ đỏ Riga 105 (trước năm 1989, sau đó được hợp nhất vào Quân đội Biên phòng)
- Tiểu đoàn độc lập đặc nhiệm (trong Tổng cục 15)
- Nhóm "A" của phòng 5 thuộc cục 7 KGB (Nhóm "Alpha", 29 tháng 7 năm 1974 - 26 tháng 10 năm 1991)
- Nhóm "Vympel" của Cục "C" Tổng cục I KGB (Nhóm "Vympel" (Trung tâm đào tạo độc lập), 19 tháng 8 năm 1981 - 26 tháng 10 năm 1991)
- Các đơn vị lực lượng đặc biệt tự do: 
  - Nhóm "Sấm sét" (Nhóm đặc nhiệm từ đơn vị chống khủng bố "A" thuộc Cục 7 KGB Liên Xô, mùa đông năm 1979)
  - Biệt đội "Zenith" (Đơn vị Mục đích Đặc biệt từ lực lượng dự bị đặc biệt KGB Liên Xô, mùa hè năm 1979)
  - Biệt đội "Cascade" (đội hoạt động tình báo của Lữ đoàn hoạt động độc lập và lực lượng dự bị đặc biệt thuộc Khóa học bồi dưỡng cho các sĩ quan KGB (KUOS) KGB, 1980-1983)
- Các phân đội (nhóm) tác chiến, bao gồm:
  - Nhóm Baltic
  - KGB tỉnh Leningrad (1983-1991)
  - Nhóm phản ứng nhanh KGB Latvia Xô

## Các cơ quan an ninh Cộng hòa Liên bang
Tại mỗi nước Cộng hòa Liên bang đều có Ủy ban An ninh Quốc gia tương ứng. Riêng ở Nga Xô, KGB Liên Xô chịu trách nhiệm chung cho toàn bộ Nga Xô, Ủy ban An ninh Quốc gia Nga Xô chỉ tồn tại trong giai đoạn ngắn thiết lập từ 3/1955-12/1965, và 5-11/1991.

## Nhiệm vụ
Nhiệm vụ chính của cơ quan này là hoạt động tình báo, gián điệp và chống tình báo, gián điệp của đối phương. Đồng thời KGB có nhiệm vụ tiêu trừ các tổ chức chống chính quyền Xô viết, các tổ chức phản cách mạng trong Liên bang Xô viết. Ngoài ra KGB còn có nhiệm vụ bảo vệ biên giới quốc gia, bảo vệ các lãnh tụ của Đảng Cộng sản Nga, các vị lãnh đạo nhà nước và bảo vệ tài sản nhà nước khi nguy cấp. Bên cạnh đó KGB còn có nhiệm vụ điều tra và truy tố bọn trộm cắp tài sản xã hội chủ nghĩa, tội phạm cổ cồn trắng.

## Những điệp vụ nổi tiếng
Trong suốt thời kỳ Chiến tranh Lạnh từ 1945 đến 1991, KGB đã có những hoạt động chống lại phương Tây, một vài hoạt động mang mật danh là tên gọi trước đó của nó như NKVD, MGB...
- Vụ Rudolf Ivanovich Abel.
- Vụ nhóm Cambridge, nhóm tình báo Liên Xô nổi tiếng tại Anh.
- Vụ Rober Hanssen, người lợi dụng địa vị của mình ở CIA đã cung cấp tài liệu tình báo cho KGB về hoạt động chống gián điệp của Hoa Kỳ.
- Aldrich Ames, một điệp viên của KGB trong CIA.
- Ethel Rosenberg và Julius Rosenberg bị Hoa Kỳ hành quyết do đã làm gián điệp cho NKVD, những người đã bị buộc tội là ăn cắp bí mật công nghệ từ chương trình hạt nhân của Hoa Kỳ. Tuy nhiên sự việc này gây ra rất nhiều tranh cãi.
- Vụ Melita Norwood (mật danh: Hola) đã cung cấp các tài liệu mật cho KGB trong suốt 40 năm trong đó có các tài liệu liên quan đến vũ khí hạt nhân